# Verwaltungsregion Emmental-Oberaargau
Koordinaten: 47° 2′ N, 7° 44′ O; CH1903: 622144 / 209926
Die Verwaltungsregion Emmental-Oberaargau im Kanton Bern wurde auf den 1. Januar 2010 gegründet und umfasst zwei Verwaltungskreise von zusammen 1021,24 km²:
| Name des Verwaltungskreises | Einwohner (31. Dezember 2023) | Fläche in km² | Anzahl Gemeinden (2024) |
| --------------------------- | ----------------------------- | ------------- | ----------------------- |
| Emmental                    | 99'561                        | 690,41        | 39                      |
| Oberaargau                  | 84'643                        | 330,83        | 43                      |
| Total (2)                   | 184'204                       | 1021,24       | 82                      |